# Кузнецов, Михаил Варфоломеевич
Михаи́л Варфоломе́евич Кузнецо́в (р. 22 августа 1968, Тюмень, РСФСР, СССР) — губернатор Псковской области с 2004 год по 2009 год.

## Биография
Михаил Кузнецов родился 22 августа 1968 года в Тюмени.
В 1983—1985 годах учился в Москве в физико-математической школе интернате № 18 (сейчас Специализированный учебно-научный центр — школа-интернат имени А. Н. Колмогорова) при МГУ (двухгодичный поток). Во время учёбы сидел за одной партой с Дмитрием Стрежневым.
В 1985 году поступил в МГУ на физический факультет.
В 1986—1988 годы, в период снятия со студентов отсрочки от воинской повинности — служба в рядах Вооружённых сил СССР. Проходил службу в 242-м учебном центре подготовки младших специалистов ВДВ в районе пос. Гайжюнай, затем в Тульской дивизии ВДВ.
Окончил физический факультет МГУ (1993).
Работал в ряде коммерческих банков, в том числе в банке «Премьер».
В 1993 году выступил одним из учредителей МДМ-банка, через полтора года после создания банк вошёл в число тридцати крупнейших банков России. Работал заместителем председателя и председателем правления МДМ-банка.
В 1995 году избран депутатом Государственной Думы ФС РФ по списку ЛДПР. В 1995—1999 годах являлся заместителем председателя комитета по бюджету, налогам, банкам и финансам Государственной Думы ФС РФ. Принимал активное участие в разработке и принятии Налогового и Бюджетного кодексов России. Входил в состав комиссии Межпарламентской Ассамблеи государств — участников СНГ по экономике и финансам. Являлся председателем благотворительного фонда поддержки талантливой молодежи «Будущее науки» (Псков). По инициативе Михаила Кузнецова в 2000 году был создан благотворительный фонд «Доброе дело», который оказывал помощь детям-сиротам и одаренной молодежи.
в 1999 году выиграл выборы в Госдуму по Псковскому одномандатному округу № 141 как независимый кандидат. Член комитета по бюджету, налогам, банкам и финансам Государственной Думы ФС РФ. В 2002—2003 гг. входил в состав депутатской группы «Народный депутат».
В 1997—2002 годах работал над реализацией программы социально-экономического развития Псковской области. В рамках этой программы были построены детская областная больница в Пскове, газифицирована значительная часть Великих Лук, проведены газопроводы в Локню, Бежаницы, Остров, начато строительство газопровода в Невель. В 2001 году стал председателем совета директоров ООО «Псковский мелькомбинат».
В 2002 году на выборах в Псковское областное Собрание возглавил избирательный блок «Кузнецов, Полозов, Савицкий — вместе ради будущего!». По итогам голосования блок занял третье место, набрав 15 % и получив два мандата в составе регионального парламента.
5 декабря 2004 года на губернаторских выборах одержал победу над действующим главой области Евгением Михайловым, которого поддерживала «Единая Россия». 17 декабря вступил в должность.
1 июля 2005 года Михаил Кузнецов внесён в официальный реестр сторонников партии «Единая Россия». В сентябре 2005 года — возглавил региональный координационный совет сторонников этой партии. 2 ноября 2005 года Михаил Кузнецов был принят в политическую партию «Единая Россия». На выборах в Государственную Думу в 2007 году возглавил региональный партийный список.
С 29 сентября 2006 по 16 марта 2007 — член президиума Государственного совета Российской Федерации.
16 февраля 2009 года оставил пост губернатора Псковской области по собственному желанию.
С 2013 года — член Совета директоров Сибирской генерирующей компании, входит в состав комитета по стратегии и комитета по аудиту. СГК — энергетический холдинг, осуществляющий свою деятельность на территории Алтайского края, Кемеровской области, Красноярского края, Республики Хакасия. 30 сентября 2013 года назначен на должность генерального директора СГК. Занимал эту должность до ноября 2018 года.
С декабря 2020 года по июнь 2024 года — член Совета директоров СУЭК, неисполнительный директор.
С 11 ноября 2021 — Генеральный директор АО «Национальная транспортная компания». НТК — новый транспортный холдинг, в который входят Мурманский морской торговый порт, «Дальтрансуголь» в Ванино, балкерные терминалы в Туапсе и Мурманске, «Малый Порт» в Находке, вагоноремонтное депо в Невинномысске, а также строящийся терминал в Усть-Луге. По размеру вагонного парка под управлением НТК занимает 4 место среди крупнейших операторов РФ (3-е место по полувагонам). Занимал эту должность до июня 2024 года.
С 2022 года как  гендиректор АО «НТК» внесен Украиной в санкционный список .
В начале 2024 года  АО «НТК», входящая в холдинг Сибирской угольной энергетической компании (СУЭК), попала под санкции США.

### Спорт
Мастер спорта России международного класса по парашютному спорту, капитан парашютной команды «Sky Panthers» («Небесные барсы») в дисциплине «групповая акробатика — команды четверки» (FS-4 в классификации ФАИ). С 2003 по 2010 год входил в состав сборной России, представлявшей страну на всех мировых первенствах. В 2004 году в составе своей команды впервые в российской истории стал бронзовым призёром чемпионата мира. Многократный рекордсмен России, многократный чемпион России, многократный призёр Кубка Европы, серебряный призёр Всемирных игр 2009 года и двукратный призёр чемпионатов мира.
На 13-м чемпионате России в 2006 году по парашютной групповой акробатике команда «Sky Panthers» установила национальный рекорд — 42 фигуры, тем самым, приравняв российское национальное достижение к мировому. А в августе 2010 года на чемпионате мира команда, выполнив 56 фигур, установила новый мировой рекорд, который до сих пор не побит.

## Личная жизнь
Женат, воспитывает троих сыновей и дочь.
В марте 2020 года заразился коронавирусом COVID-19 в Швейцарии, по состоянию на 21 марта находился на лечении в Москве.